# Boston-Marathon 1975
Der Boston-Marathon 1975 war die 79. Ausgabe der jährlich stattfindenden Laufveranstaltung in Boston, Vereinigte Staaten. Der Marathon fand am 21. April 1975 statt.
Bei den Männern gewann Bill Rodgers in 2:09:55 h und bei den Frauen Liane Winter in 2:42:24 h.

## Ergebnisse

### Männer
| Platz | Athlet            | Land                   | Zeit (h) |
| ----- | ----------------- | ---------------------- | -------- |
| 01    | Bill Rodgers      | Vereinigte Staaten     | 2:09:55  |
| 02    | Steve Hoag        | Vereinigte Staaten     | 2:11:54  |
| 03    | Tom Fleming       | Vereinigte Staaten     | 2:12:05  |
| 04    | Thomas Howard     | Kanada                 | 2:13:23  |
| 05    | Ron Hill          | Vereinigtes Königreich | 2:13:28  |
| 06    | James Stanley     | Vereinigte Staaten     | 2:14:54  |
| 07    | Russell Pate      | Vereinigte Staaten     | 2:15:22  |
| 08    | Peter Fredriksson | Schweden               | 2:15:38  |
| 09    | Mario Cuevas      | Mexiko                 | 2:16:03  |
| 10    | Andrew Boychuk    | Kanada                 | 2:16:13  |

### Frauen
| Platz | Athletin         | Land               | Zeit (h) |
| ----- | ---------------- | ------------------ | -------- |
| 01    | Liane Winter     | BR Deutschland     | 2:42:24  |
| 02    | Kathrine Switzer | Vereinigte Staaten | 2:51:37  |
| 03    | Gayle Barron     | Vereinigte Staaten | 2:54:11  |
| 04    | Marilyn Bevans   | Vereinigte Staaten | 2:55:52  |
| 05    | Merry Cushing    | Vereinigte Staaten | 2:56:57  |
| 06    | Kathy Loper      | Vereinigte Staaten | 2:59:10  |
| 07    | Marilyn Paul     | Vereinigte Staaten | 2:59:37  |
| 08    | Joan Ullyot      | Vereinigte Staaten | 3:02:20  |
| 09    | Judy Gumbs       | Vereinigte Staaten | 3:02:54  |
| 10    | Janice Arenz     | Vereinigte Staaten | 3:03:03  |